# Хаузен, Макс фон
Макс Клеменс Лотар фон Хаузен  (17 декабря 1846 — 19 марта 1922) — немецкий военный деятель, начальник Генерального штаба Королевства Саксония (9 марта 1892 — 1 марта 1895), военный министр Королевства Саксония (1902—1906 и 1912—1914), военачальник, генерал-оберст.

## Биография
Потомственный военный. Барон. Сын генерал-лейтенанта саксонской армии, командира гарнизона Дрездена. Обучался в королевском саксонском кадетском корпусе.
Службу начал в 1864 году в 3-м саксонском егерском батальоне. В том же году был произведён в секунд-лейтенанты.
Участвовал в австро-прусско-датской войне 1864 года, австро-прусско-итальянской войне 1866 года и франко-прусской войне 1870—1871 годов.
В 1871—1874 годах обучался в прусской военной академии. В 1875—1887 и в 1892—1897 годах служил в германском Генеральном штабе, затем командовал 12-м егерским батальоном.
С 1890 года — командир 101-го гренадёрского полка «Кайзера Вильгельма, короля Пруссии» (2-й королевский саксонский полк).
Начальник Генерального штаба Королевства Саксония (1892—1895).
В 1893 году — генерал-майор. В 1897 году — генерал-лейтенант, командир 32-й (3-й королевской саксонской) дивизии.
С 1900 года — командующий XII-го (I-го саксонского королевского) армейского корпуса.
В 1902—1906 годах — военный министр Королевства Саксония. С июля 1912 по май 1914 года — руководил военным ведомством.
В 1910 году ему присвоено звание генерал-оберста. В начале 1914 года вышел в отставку.
Участник Первой мировой войны. 2.08.1914 года вновь призван на военную службу и назначен командующим 3-й (саксонской) армией (11-й, 12-й, 19-й армейские корпуса, 12-й резервный корпус, 1 ландверная бригада, всего 160 000 человек и 602 орудия), развёртывавшейся в районе Сен-Вит — Нейербург — Витлих. В полосе армии Хаузена действовал находившийся в подчинении Главного Командования 1-й кавалерийский корпус (гвардейская и 5-я кавалерийские дивизии, всего 8500 человек и 24 орудия).
Во главе армии участвовал в кампании против Бельгии, приграничного сражения к 20 августа вышел к реке Маас на участке Намюр — Динан. Участвовал в битве при Шарлеруа (21 августа 1914). Получив задачу вести наступление на участке Намюр — Живе, его войска 23 августа захватил переправы на Маасе и форсировал его у Динана, чем создал угрозу тылу 5-й французской армии, немедленно начавшей отход.
27 августа получил директиву наступать на Шато-Тьерри, однако из-за ожесточённого сопротивления противника темп наступления армии не превышал 10 км в сутки. 4 сентября перед началом Марнского сражения (5-12 сентября 1914 г.) получил приказ вместе с 4-й и 5-й армиями продолжать наступление в южном и юго-восточном направлении и окружить французские войска южнее крепости Верден. К 5 сентября 3-я армия занимала фронт от Эперне до Шалона, имея перед собой 9-ю французскую армию. 8 сентября ночной атакой отбросил правое крыло 9-й армии на 16 км за Фер-Шампенуаз. После вынужденного отхода 1-й и правого крыла 2-й армий Хаузен в ночь на 11 сентября начал отступление на позиции восточнее Реймса.
Хаузен и его армия были ответственны за разрушение Реймса в сентябре 1914 года.
12.09.1914 года снят с командования армией из-за болезни и уволен в отставку. Был заменён генералом Карлом фон Эйнемом.
Автор мемуаров «Воспоминания о сражении на Марне» (1920).

## Награды
Королевство Саксония
- Орден Рутовой короны
- Рыцарь Военного ордена Святого Генриха
- Орден Альбрехта

Королевство Пруссия / Германская империя
- Орден Чёрного орла
- Орден Заслуг перед Прусской Короной
- Железный крест 2-го класса
- Орден «За военные заслуги» большой крест (королевство Бавария)
- Рыцарь I класса Ордена Церингенского льва (Великое герцогство Баден)
- Кавалер Большого креста ордена Вюртембергской короны

Австро-Венгрия
- Большой крест Австрийского ордена Леопольда